# Порецкое (Владимирская область)
Порецкое — село в России, в Суздальском районе Владимирской области, входит в Павловское сельское поселение.

## География
Расположено село на высоком берегу реки Нерль, рядом с устьем реки Поколяйки, на противоположном берегу — заливные луга и сосновый бор.

## История
Упоминается впервые в XV веке как вотчина Московского митрополита; до середины XVII века селом владелa патриархия. В 1764 году в связи с секуляризацией монастырских земель перешло в ведение Kоллегии экономии.
В 1869 году в Порецком было 1585 жителей в 247 дворах, в то время жители села специализировались как каменщики и кровельщики.
В конце XIX — начале XX века село входило в состав Борисовской волости Владимирского уезда.
С 1929 года село являлось центром Порецкого сельсовета Владимирского района, с 1954 года — в составе Борисовского сельсовета, с 1965 года — в составе Суздальского района, с 1973 года — центр Порецкого сельсовета, с 2005 года — в составе Павловского сельского поселения.

## Население
| 1859 | 1897  | 1905  | 1926  | 2002 | 2010 | 2021 |
| ---- | ----- | ----- | ----- | ---- | ---- | ---- |
| 1585 | ↗1816 | ↗2037 | ↘1811 | ↘790 | ↗795 | ↘772 |

## Известные жители
В 1867 году в Порецком родился российский и советский архитектор Иван Кузнецов.
С марта 1952 года до середины 1980-х годов председателем колхоза имени М. И. Калинина в Порецком был Г. М. Курилов (1918—1987), Герой Социалистического Труда.

## Предприятия и учреждения
Предприятия Порецкого включают мельницу (ранее водяную, ныне электрическую, сгорела в 2019 году), сыроварню, сельскохозяйственный производственный кооператив (СПК, колхоз) «Порецкое». Дороги в селе асфальтированы.
В Порецком работают Порецкая средняя общеобразовательная школа (открыта в 1984 году), детский сад, сберкасса, почтовое отделение.

## Достопримечательности
В селе расположен памятник жителям, погибшим в Великую Отечественную войну, есть историко-этнографический музей «История села Порецкого».
Церковь Преображения Господня (освящена в 1795 году).

## Прочие сведения
В 1968 году в Порецком и соседнем селе Мордыш Василий Шукшин снимал фильм «Странные люди» по сценарию, основанному на собственных рассказах.